# Guido Vildoso Calderón
Guido Hernán Vildoso Calderón (Cochabamba, 5 de abril de 1937) es un militar y político boliviano, expresidente de facto de Bolivia en (1982). Conocido por ser el protagonista que le dio éxito a la democracia boliviana y emblema de la paz y soberanía nacional. Se graduó en el Colegio Militar de Ejército y fue profesor en el mismo. Realizó estudios de especialización en Estados Unidos, Panamá y Brasil. Fue comandante de la Escuela de Comando y Estado Mayor de la VII División de Ejército. En el gobierno de Hugo Banzer Suárez fue ministro de Previsión Social y Salud Pública. Por decisión de la junta de las FF.AA. fue designado presidente de la República cuando tenía 45 años. 
Entregó el mando al presidente constitucional electo Hernán Siles Zuazo. Tras dejar la presidencia se retiró a la vida privada, radica en la ciudad de Santa Cruz de la Sierra. Tiene 3 hijos (Guido Guillermo Vildoso Méndez, Guido Javier Vildoso Mendez, Guido Gabriel Vildoso Mendez), Goza de excelente estado de salud, es muy respetado y reconocido por el pueblo Boliviano.

## Transición a la democracia
Su nombramiento como Presidente de la República, impuesto por la mayoría de los jefes y oficiales de las Fuerzas Armadas, terminó por cerrar un ciclo dictatorial, cierre que dio como resultado positivo el retorno a la democracia. Se le ordenó que como plazo límite de 365 días transformará la nación en un estado democrático. Este tuvo éxito total ya que sin el derramamiento de sangre logró que se diera vigencia al Congreso de 1982, entregando el mando Presidencial a Hernán Siles Zuazo, iniciando así la transición a una nueva etapa democrática de la República.